# Arthur Casagrande
Arthur Casagrande (Aidussina, 28 agosto 1902 – Boston, 28 agosto 1981) è stato un ingegnere austriaco naturalizzato statunitense, pioniere nel campo dell'ingegneria geotecnica.
Si trasferì negli Stati Uniti nel 1926 e fu conosciuto come la "mano destra" di Karl von Terzaghi.

## Biografia
Fece ricerche che permisero sviluppi fondamentali nel campo della meccanica dei terreni, in particolare nello studio del moto di filtrazione all'interno delle dighe in materiali sciolti (il limite superiore della zona satura all'interno di queste dighe porta proprio il nome di Parabola di Casagrande).
Naturalizzato statunitense nel 1931, l'anno seguente Casagrande ha lanciato il programma di meccanica dei terreni alla Università di Harvard. 
La "linea A" nel diagramma di plasticità prende il nome da lui. Sua moglie si chiamava Erna e le sue due figlie furono chiamate Vivien e Sandra. Un certo numero di premi sono stati istituiti in suo onore incluso il premio Arthur Casagrande Professional Development Award (Premio per lo sviluppo professionale Arthur Casagrande). 

È stato l'ideatore dello strumento usato in geotecnica che va sotto il nome di cucchiaio di Casagrande.